# Wenceslao Urrutia
Wenceslao Urrutia y Blanco (Caracas, Venezuela, Virreinato de Nueva Granada, 30 de diciembre de 1807-Ibídem, 17 de agosto de 1869) fue un abogado y político venezolano autor y firmante del Protocolo Urrutia.

## Vida
Fue hijo de Luis Urrutia Blanco (1774–1841), (descendiente de Francisco de Infante) y de Juana Neponucena Ignacia Anastasia Blanco y Palacios (1781–1859), también descendiente de Francisco de Infante, de Don Juan Manuel y de Agustín Herrera de Sarmiento y Rojas de Ayala.   Sus estudios universitarios los realizó en la Universidad Central de Venezuela (UCV) donde se graduó de abogado y donde obtuvo el doctorado en jurisprudencia civil. Ocupó la secretaría de la presidencia de la república durante el primer gobierno del general José Antonio Páez, pero más tarde lo dejaría y se establecería dentro del bando de los liberalistas.
Después de la Revolución de Marzo en 1858, es nombrado por el presidente Julián Castro como ministro de Relaciones Exteriores. Durante este cargo, el 26 de marzo de 1858, logra firmar el acuerdo conocido como el Protocolo Urrutia en el cual se le otorgaba un salvoconducto para ser llevado fuera del país al general José Tadeo Monagas quien se hallaba asilado en la legación francesa. Algunos mandatarios del gobierno no estuvieron de acuerdo con el Protocolo Urrutia y lo desconocieron, impidiendo así que se llevara a cabo lo acordado en el mismo, ante esto Urrutia renunció a su cargo. A su vez, Francia e Inglaterra, firmantes del acuerdo, amenazaron con realizar un bloqueo en las costas venezolanas hasta que se cumpliera lo estipulado. Fermín Toro, quien ocupó el puesto dejado por Urrutia fue el encargado de hacer que se cumpliera el acuerdo. Urrutia se une a la Federación y por tal motivo es arrestado por conspiración y enviado al islote de Bajo Seco, conocido como el primer campo de concentración de Venezuela.
Se casó con María Fermina Aurora de la Santísima Trinidad Blanco Rada, con quien tuvo ocho hijos:  Pablo Fermín de la Santísima Trinidad, María Trinidad, María Isabel Trinidad, Fermina Socorro, Carlos Leovaldo de la Santísima Trinidad, María Concepción Juliana, Concepción Victoria y Amelia.

### Últimos años
En 1868, es nombrado como ministro de Hacienda y Crédito Público, pero tiempo después de que asumiera el cargo, es excluido del consejo de ministros por el presidente Juan Crisóstomo Falcón. Cuando estalla la Revolución Azul, Urrutia sigue participando en la oposición al gobierno y a favor de Antonio Guzmán Blanco. El 17 de agosto de 1869, es invadida la casa de Urrutia por habérsele creído como jefe del Comité Revolucionario Liberal, Urrutia intenta escapar a la casa de su vecino, el coronel Lino José Revenga, ministro de guerra y marina en ese momento, pero el esfuerzo ocasiona que le estalle un aneurisma que condujo a su muerte. Desde el 20 de abril de 1876, sus restos descansan en el Panteón Nacional.